# Бондарівка (Новогеоргіївський район)
Бондарівка — колишній хутір Новогеоргіївського району Кіровоградської області. Наприкінці 1950-х років, територія колишнього хутора була затоплена водами Кременчуцького водосховища.
Станом на 1946 рік, хутір Бондарівка разом із хуторами Бабичівка, Бабинівка, Макарівка і селом Пеньківка входили до Пеньківської сільської ради.